# Liste der Monuments historiques in Saint-Maurice-sur-Mortagne
Die Liste der Monuments historiques in Saint-Maurice-sur-Mortagne führt die Monuments historiques in der französischen Gemeinde Saint-Maurice-sur-Mortagne auf.

## Liste der Objekte
| Bezeichnung                              | Beschreibung                            | Standort                        | Kennzeichnung | Schutzstatus | Datum | Bild |
| ---------------------------------------- | --------------------------------------- | ------------------------------- | ------------- | ------------ | ----- | ---- |
| Gemälde Martyrium des heiligen Mauritius | Ölfarbe auf Leinwand, maroufliert, 1846 | in der Kirche St-Maurice (Lage) | PM88001754    | Inscrit      | 2006  |      |